# Boja (Boja)
Boja is een bestuurslaag in het regentschap Kendal van de provincie Midden-Java, Indonesië. Boja telt 10.822 inwoners (volkstelling 2010).